# Synopsis Plantarum Glumacearum
Synopsis Plantarum Glumacearum (abreviado Syn. Pl. Glumac.) es un libro con ilustraciones y descripciones botánicas que fue escrito por el médico y naturalista alemán Ernst Gottlieb von Steudel y publicado en Stuttgart en dos volúmenes con diez fascículos en los años 1853-1855.

## Publicación
- Volumen nº 1;  1(1): 1-80. 10-12 Dec 1853; 1(2): 81-160. 2-3 Mar 1854; 1(3): 161-340. 12-13 Apr 1854; 1(4-5): 341-400. 20-21 Jul 1854; 1(6): 401-475. 28-29 Nov 1854;
- Volumen nº 2; 2(7): 1-80. 28-29 Nov 1854; 2(8-9): 81-240. 10-11 Apr 1855; 2(10): 241-348. 11-12 Sep 1855.